# Świślina (wieś)
Świślina (do roku 2001 Świślina Górna) – wieś w Polsce, położona w województwie świętokrzyskim, w powiecie starachowickim, w gminie Pawłów. Leży nad rzeką Świśliną.
W latach 1975–1998 miejscowość położona była w województwie kieleckim.
| SIMC    | Nazwa      | Rodzaj     |
| ------- | ---------- | ---------- |
| 1065680 | Dolna Wieś | część wsi  |
| 0261048 | Iźwola     | przysiółek |
| 0992622 | Ryczywół   | przysiółek |
| 0261054 | Rzeki      | przysiółek |

## Historia
W połowie XV  Świślina (także Świślino) według opisu Jana Długosza, wieś w parafii Świętomarz, stanowiąca własność biskupa krakowskiego, miała 10 łanów kmiecych. Od 9 łanów płaciła dziesięcinę snopową kościołowi w Krynkach, a z jednego łanu plebanowi w Świętomarzy (Długosz Liber beneficiorum t.II, s.462). 
Według registru poborowego powiatu sandomierskiego z roku 1578 biskup krakowski płacił pobór od 10 osad, 10 łanów i 1 zagrodnika, a także  dwóch komorników biednych (Pawiński, Małop., 191). (opis podaje Bronisław Chlebowski SgKP)
Wieś należała do kluczu bodzentyńskiego dóbr biskupstwa krakowskiego w województwie sandomierskim. 
W miejscowości znajdował się w XVIII wieku młyn i karczma.
Według spisu miast, wsi, osad Królestwa Polskiego z 1827 roku było tu 87 mieszkańców żyjących w  14 domach. Spis z roku 1890 podaje że Świślina posiadała 39 domów zamieszkałych przez 273 mieszkańców z gruntem 482 morgi należącym do  włościan, były także 3 morgi dworskie (był to  majorat rządowy). 